# 皇越春秋
皇越春秋（越南语：／）是越南的歷史演義小說，分成初、中、下三集，每集二十回，共六十回，作者姓氏年代無考，內容講述天聖元年（1400年）胡氏篡陳至順天元年（1428年）黎利復國稱帝期間越南人民與明朝抗爭的故事。

## 內容
陳朝末年，權臣胡季犛獨攬大權，篡位稱帝，改國號為大虞，年號天聖。胡季犛為了鞏固統治，屠殺陳氏後裔。陳氏宗室陳天平出逃哀牢，並經雲南前往北京，向明朝政府申訴。得到了明成祖的支持。胡季犛上表請求迎陳天平回國即位，卻在路上將他劫殺，徹底惹怒明成祖。明成祖借機派大軍攻打越南，滅掉了胡朝。明成祖將越南改設為交阯布政使司，直接納入明朝統治。
部分越南人心懷陳朝，先後擁立陳朝宗室簡定帝和重光帝，反抗明朝統治，但被鎮壓下去。因為明朝駐守軍隊無休止地搜刮錢財，越南百姓苦不堪言。清化藍山黎利兄弟廣交豪傑，自稱平定王，起名反明。黎利任用謀臣勇將，將明朝軍隊逐出越南。又以擁立陳氏後裔為由，與明朝講和。最終，黎利稱帝，國號大越，越南進入後黎朝時期。

## 小說主要人物
- 黎利：拒胡抗明的義軍領袖。
- 黎磾：有勇力能征戰的將軍。
- 黎善：深通滔略的將軍。
- 阮廌：籌備復興的相國。
- 段發：降臣，有治世之才。
- 范旦：降將，有智謀。
- 裴伯耆：前朝將領。
- 陳簡定：前朝遺裔受推共主。
- 陳季擴：前朝遺裔繼位者。
- 陳暠：前朝最後一位皇族。
- 馬騏：明使，貪腐無比。
- 李彬：明使，殘暴無比。
- 楊榮：明學士，建議成祖別介入安南內政。
- 黃福：明使，為忠厚長者。
- 張輔：明將，狡獪陰險。
- 沐晟：明將，冒失躁進。
- 王通：最後一位明將。
- 明成祖：有志經營安南。
- 明仁宗：對安南態度曖昧。
- 明宣宗：決意放棄安南。
- 胡季犛：竊國亂政的奸佞。
- 胡漢蒼：奸佞之子。

## 流傳情況
《皇越春秋》現有印本共一種，是維新二年（1908年）河內刊印。越南曾多次翻譯出版該書。
1988年，台灣學生書局將該書點校出版，列入《越南漢文小說叢刊》（第一輯）第三冊。
2010年，上海古籍出版社將該書點校出版，列入《越南漢文小說集成》第六冊。